# Kiris-patak
A Kiris-patak a Somogyi-dombságban ered, Kaposkeresztúr délnyugati határában, Somogy vármegyében, mintegy 200 méteres tengerszint feletti magasságban. A patak forrásától kezdve északi irányban halad, majd Kaposkeresztúrnál éri el a Kapost.
A Kiris-patak vízgazdálkodási szempontból a Kapos Vízgyűjtő-tervezési alegység működési területét képezi.

## Part menti település
- Kaposkeresztúr